# Jan Riedlbauch
Jan Riedelbauch (* 29. listopadu 1948 ve Strakonicích) je český flétnista, básník a hudební pedagog.
Po studiích na pražské konzervatoři a Akademii múzických umění hrál několik let v orchestru Opery Národního divadla. Od roku 1977 působí jako pedagog flétnové hry na pražské konzervatoři. Přednášel na řadě zahraničních univerzit a hudebních škol. Vystupoval s celou řado předních českých komorních souborů, sám je členem souborů Pražské dechové kvinteto, Ensemble Riedlbauch, Dechové kvinteto 74, Ensemble Martinů.

## Básnické dílo
- Za modrými květy
- Mateníky v jestřábově žlutém oku
- Bílý hřebec Černý pán
- Zelená bříza Zpěvy pro otce

## Vyznamenání
- Nositel francouzského rytířského řádu Akademických palem